# Friedrich Klinge (Politiker)
Friedrich Klinge (* 13. Januar 1883 in Uelzen; † 21. Dezember 1949 in Goslar) war ein deutscher Jurist und Politiker (DVP, DP).

## Leben
Nach dem Abitur in Salzwedel nahm Klinge ein Studium der Rechts- und Staatswissenschaften an den Universitäten in Erlangen, Berlin und Göttingen auf, das er 1905 mit dem Ersten und 1909 mit dem Zweiten Juristischen Staatsexamen abschloss. Während seines Studiums wurde er 1902 Mitglied der Burschenschaft der Bubenreuther Erlangen. Im Januar 1910 wurde er Magistratsassessor in Potsdam und noch im Oktober des gleichen Jahres wechselte er als Stadtsyndikus nach Goslar.

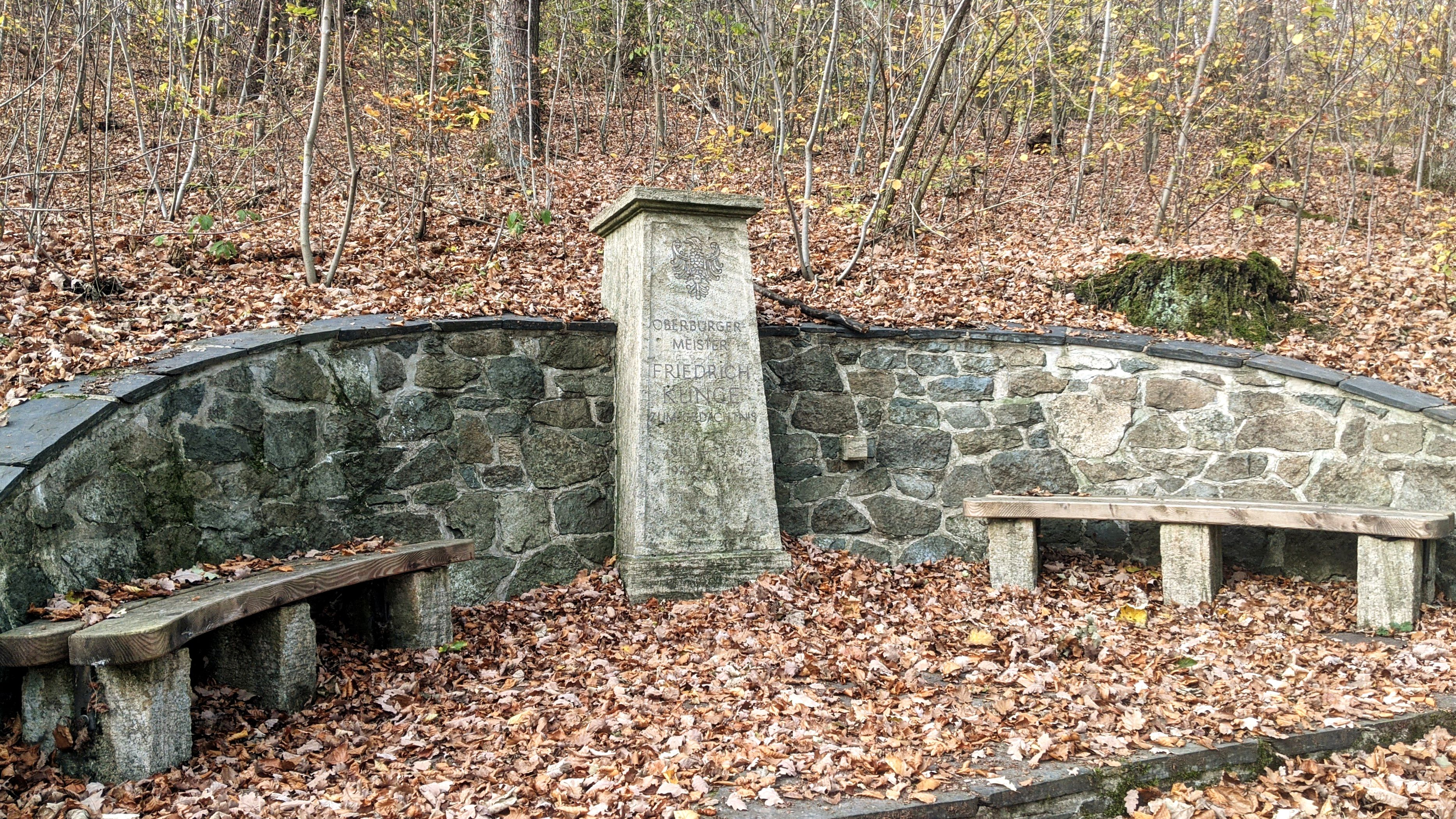
Gedenkstein für Friedrich Klinge am Steinberg in Goslar

Klinge trat 1918 in die DVP ein und war von 1918 bis 1920 sowie erneut von 1928 bis 1929 Mitglied des Preußischen Provinziallandtages der Provinz Hannover. Von April 1917 bis 1921 amtierte er als Bürgermeister von Goslar, anschließend bis zu seinem Rücktritt am 5. April 1933 als Oberbürgermeister der Stadt. In seine Amtszeit fiel unter anderem die im Jahre 1922 vollzogene und von ihm mitorganisierte 1000-Jahr-Feier. Im September 1933 wurde er endgültig in den Ruhestand versetzt. Im Anschluss zog er nach Berlin und arbeitete dort bis 1945 in der freien Wirtschaft.
Nach dem Zweiten Weltkrieg kehrte Klinge nach Goslar zurück, wo er von 1948 bis zu seinem Tode erneut als Oberbürgermeister amtierte. Bei der ersten Bundestagswahl im Jahre 1949 wurde er über die Landesliste Niedersachsen der Deutschen Partei (DP) in den Deutschen Bundestag gewählt. Hier erfolgte seine Wahl zum Vorsitzenden der DP-Bundestagsfraktion. Kurz darauf verstarb er. Sein Nachfolger im Vorsitz der DP-Bundestagsfraktion wurde Hans Mühlenfeld.
Friedrich Klinge war mit Barbara Helms verheiratet.

### Gefallenen-Ehrenmal am Thomaswall

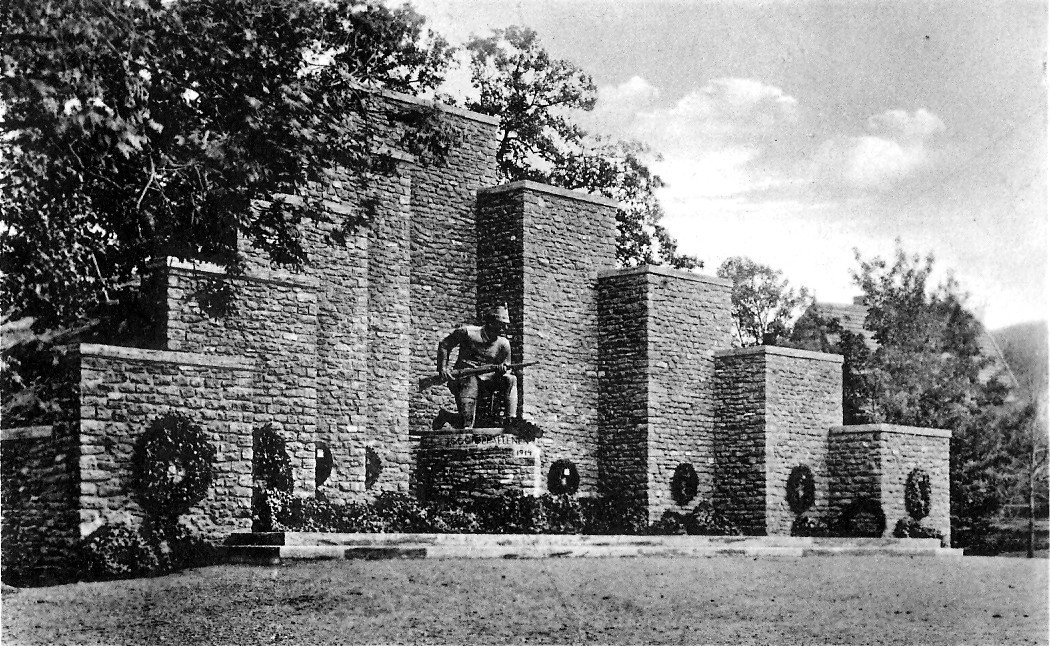
Gefallenen-Ehrenmal am Thomaswall

1925 lobte der Denkmalausschuss der Vereinigung ehemaliger Goslarer Jäger unter Vorsitz des Architekten Karl Barth einen Wettbewerb für ein Ehrenmal aus, das den 3000 im Ersten Weltkrieg gefallenen Goslarer Jägern gewidmet sein sollte. Zur Teilnahme zugelassen waren im Freistaat Preußen oder im Freistaat Braunschweig ansässige freie Künstler sowie alle ehemaligen Bataillons-Angehörigen. Den Wettbewerb gewann der Architekt (und ehemalige Bataillons-Angehörige) Kurt Elster in Dessau, der mit der Ausführung seines Entwurfs beauftragt wurde. Er verpflichtete mit Zustimmung des Denkmalausschusses den Bildhauer Hans Lehmann-Borges (Gildenhall) für den figürlichen Teil des Denkmals. Der erste Spatenstich wurde am 19. April 1926 getan, am 16. Mai folgte die feierliche Grundsteinlegung. Die in den Grundstein gebettete kupferne Zeitkapsel, die von einem weiteren Bataillonsangehörigen angefertigt worden war, enthielt auch die von der Ehefrau eines Bataillonsoffiziers auf ein Pergament geschriebenen Namen der Gefallenen. Am 19. September 1926 wurde mit einer Weiherede des Pfarrers Hauck und einer Ansprache des Generalmajors a. D. das Denkmal enthüllt und an die Stadt Goslar übergeben, stellvertretend nahm es Oberbürgermeister in Empfang.
Das am Thomaswall gelegene Ehrenmal besteht aus einer in Höhe und Tiefe gestaffelten Naturstein-Mauer, vor deren mittigem (höchsten und tiefsten) Segment ein Sockel aus dem gleichen Stein die Bronze-Skulptur eines knienden Jägers in idealisierter Darstellung trägt. Den Hintergrund des Ehrenmals bildet eine Anpflanzung von Eichen und Tannen.